# Antonio López de Santa Anna
Antonio López de Santa Anna (celým jménem Antonio de Padua María Severino López de Santa Anna y Pérez de Lebrón, známý jako López de Santa Anna, nebo Santa Anna; 21. února 1794 Xalapa – 21. června 1876 Ciudad de México), byl mexický politický vůdce, prezident, generál a státník, který významnou měrou ovlivňoval španělskou a mexickou politiku 19. století. Zpočátku nesouhlasil s mexickou nezávislostí na Španělsku, ale později za nezávislost bojoval. Byl jedním z prvních caudillů (vojenských velitelů Mexika). Měl hodnost generála a v turbulentním období počátku mexické nezávislosti byl v průběhu dvaceti let jedenáctkrát prezidentem Mexické republiky.

## První roky života
Narodil se 21. února 1794 v Xalapě (Mexiko) rodičům Antoniovi Lópezovi de Santa Anna y Pérez a Manuele Pérez de Lebrón y Cortés. Jeho rodina byla velmi vážená, otec měl vystudovanou vysokou školu a byl právník.
Strýc z otcovi strany, Ángel López de Santa Anna, byl státním úředníkem ve Veracruz, ale bylo mu zakázáno přestěhovat se do Mexico City, aby mohl postupovat ve své kariéře. Od Bourbonských reforem 18. století byli totiž preferováni Španělé narozeni na Pyrenejském poloostrově, než ti narození na území Ameriky.
Jeho otec si pro něj přál klidný život aristokrata, ale matka podporovala Lopézovu volbu vojenské kariéry.

## Vojenská a politická kariéra
V roce 1810 jako kadet vstoupil do španělské armády v Mexiku, kde v roce 1812 dosáhl hodnosti plukovníka. V roce 1821 přešel na stranu mexických rebelů Agustína de Itúrbide. Ve válce měl zpočátku hodnost plukovníka. Jeho pověst a renomé stouplo, když se mu podařilo vyhnat španělské síly z Veracruzu. Od Augustina de Itúrbide obdržel hodnost generála a titul guvernér Veracruzu. V roce 1829 podniklo Španělsko poslední pokus udržet si svoji bývalou kolonii Mexiko pod kontrolou. V Tampicu se vylodilo 2600 vojáků, Santa Annovi se podařilo Španěly porazit a tím získal titul „Otec vlasti“.
V roce 1838 zaútočily na Mexiko francouzské síly poté, co mexická vláda odmítla nahradit škody, které utrpěli francouzští občané. Při francouzském dělostřeleckém útoku byl raněn do nohy, kterou mu museli amputovat. Ačkoliv Mexiko po krátké „Velikonoční válce“ požadavkům Francouzů posléze ustoupilo, Santa Anna posílil svou pověst národního hrdiny.
Byl vedoucím představitelem konzervativně-liberální politické frakce a účastnil se mnoha vojenských převratů a rebelií, které byly pro Mexiko první poloviny 19. století typické.

## Texaská revoluce
K rebelii ostatních států Mexika se v roce 1835 přidal i Texas. Santa Anna jako velitel mexických sil odjel do Texasu. Po masakru v Alamu a zabíjení zajatců v Goliadu byl poražen armádou Sama Houstona v bitvě u San Jacinta, kde texaští vojáci útočili s heslem „Pamatujte Alamo!“ a „Pamatujte Goliad!“. Den po bitvě skupina texaských vojáků zajala Santa Annu, ukrývajícího se v uniformě dragouna v močálu. Následně Santa Anna a prezident Texaské republiky David G. Burnet podepsali Smlouvu z Velasca, kde se Santa Anna zavázal: „Ve svém úředním postavení představitele mexického státu uznávám úplnou a naprostou nezávislost Texaské republiky“. Po návratu do Mexika však nová vláda prohlásila, že Santa Anna již není prezidentem a tím je smlouva z Velasco neplatná.

## Mexicko-americká válka
Jako velitel mexických sil se zúčastnil také mexicko-americké války, v níž bylo Mexiko rovněž poraženo.

## Pobyt v USA
Santa Anna byl pětkrát poslán do „doživotního exilu“, po prohraných válkách s Texaskou republikou, USA a korupčních aférách. Část exilu strávil na Kubě a na Jamajce. Pozdní léta svého života strávil v exilu v USA. Jako první v roce 1874 přivezl z Mexika chicle, materiál, z kterého se vyrábí žvýkačky.